# グアナフアト州

グアナフアト州
Estado Libre y Soberano de Guanajuato

グアナフアト州 (グアナフアトしゅう、Estado de Guanajuato) は、メキシコ中央高地に位置する州。州都はグアナフアト。

## 概要
グアナフアト州は北部をサン・ルイス・ポトシ州、東部をケレタロ州、南部をミチョアカン州、西部をハリスコ州に接する。州の領域は30,589km2（11,772.6平方マイル）。人口は約548万人（2010年）で、143万人がレオン基礎自治体に住んでいる。
グアナフアト州はメキシコ中央部とメキシコ湾海岸部に続いて、その豊富な銀の生産で1520年代にスペインによって最初に植民地化された地域の一つ。現在もグアナフアト州の鉱山は世界中で最も豊富な銀の生産量である。同州の鉱山はさらに錫、金、銅、鉛、水銀およびオパールを生産する。
メキシコ国内全体の問題として麻薬組織の活動が21世紀以降活発化しており、2022年には州内でも1ヶ月足らずの間に2件の銃乱射事件が発生するなど治安が悪化しつつある。

## 主な都市
- レオン
- イラプアト
- セラヤ
- グアナフアト
- サン・ミゲル・デ・アジェンデ
- ドローレス・イダルゴ